# Тучков, Григорий Иванович
Григо́рий Ива́нович Тучко́в (12 марта 1913, Таганрог, область Войска Донского, Российская империя — 28 марта 1974, Москва) — советский футболист, защитник. Мастер спорта СССР. После завершения карьеры футболиста тренер-универсал Спортивного общества Красной Армии.

## Карьера футболиста

### Довоенный период
Воспитанник дворового футбола, увлекался также другими видами спорта. Хорошо выступал в десятиборье и беге, где был призёром всесоюзных соревнований.
Поступил в московский институт физкультуры, где играл за институтскую команду «Инфизкульт» в 1932—1936 годах.
Затем выступал за «Спартак» Москва в 1937—1941 годах. В составе «Спартака» двукратный чемпион СССР и двукратный обладатель Кубка СССР.

### Военный период
Во время войны регулярный чемпионат СССР не проводился. Проводились лишь отдельные турниры, когда это позволяла военная обстановка. Григорий Тучков принимал участия в таких турнирах в составе московских команд «Зенит» и «Спартак». Также был старшим тренером-методистом Спортивного общества «Спартак» в 1942 году. За довоенный и военный период сыграл за «Спартак» 83 матча, 71 из них в регулярном чемпионате, забил 2 мяча.

### Послевоенный период
После войны попал в клуб МВО, только что сформированную футбольную команду Московского военного округа, выступавшую во второй группе (классе «Б») первенства СССР. Но уже по ходу первого послевоенного чемпионата 1945 года перешёл в команду ЦДКА, выступавшую в первой группе. За ЦДКА (1945—1946) сыграл 15 матчей — 10 в чемпионате и 5 в Кубке. В 1946 году, когда ЦДКА стал чемпионом СССР, Тучков сыграл 3 матча в чемпионате.
Был заявлен за ЦДКА в первом чемпионате СССР по хоккею с шайбой.

## Карьера тренера

### Футбольные клубы
- В 1947 году — играющий тренер футбольной сборной Группы Советских войск в Германии (ГСВГ).
- В 1948—1949 и 1957—1958 годах — главный тренер СКА (Хабаровск)¹.
- 1950 год — главный тренер СКА (Львов)¹.
- В 1951—1953 годах — главный тренер СКА (Ташкент)¹.
- В 1964—1965 годах — главный тренер «Полесье (Житомир)».

¹ в то время официальные названия с аббревиатурой ДО (Дом Офицеров) или ОДО (Окружной Дом Офицеров), вместо СКА (Спортивный Клуб Армии).

### Другие виды спорта
- В 1954—1956 и 1959—1963 — инструктор ватерпольного клуба ЦСК ВМФ.
- В 1963—1973 старший тренер регбийной команды «Фили (Москва)», которая стала под его началом чемпионом и обладателем Кубка СССР[5].

## Достижения
Футбол (как игрок московского «Спартака»)
- Чемпион СССР 1938 и 1939
- 2-й призёр чемпионата 1937
- 3-й призёр чемпионата 1940
- Обладатель Кубка СССР 1938 и 1939

Регби (как тренер клуба «Фили»)
- Чемпион СССР 1970, 1972 и 1973
- 2-й призёр чемпионата 1969